# Bellamy Brothers/Diskografie
Diese Diskografie ist eine Übersicht über die musikalischen Werke des US-amerikanischen Country-Duos Bellamy Brothers. Den Schallplattenauszeichnungen zufolge hat es bisher mehr als 2,8 Millionen Tonträger verkauft, davon alleine in seiner Heimat über zwei Millionen. Seine erfolgreichste Veröffentlichung ist das Album Greatest Hits mit über einer Million verkauften Einheiten.

## Alben

### Studioalben
| Jahr | Titel Musiklabel Katalog-Nr.                                                            | Höchstplatzierung, Gesamtwochen/‑monate, AuszeichnungChartplatzierungen (Jahr, Titel, Musiklabel Katalog-Nr., Platzierungen, Wochen/Monate, Auszeichnungen, Anmerkungen) | Höchstplatzierung, Gesamtwochen/‑monate, AuszeichnungChartplatzierungen (Jahr, Titel, Musiklabel Katalog-Nr., Platzierungen, Wochen/Monate, Auszeichnungen, Anmerkungen) | Höchstplatzierung, Gesamtwochen/‑monate, AuszeichnungChartplatzierungen (Jahr, Titel, Musiklabel Katalog-Nr., Platzierungen, Wochen/Monate, Auszeichnungen, Anmerkungen) | Höchstplatzierung, Gesamtwochen/‑monate, AuszeichnungChartplatzierungen (Jahr, Titel, Musiklabel Katalog-Nr., Platzierungen, Wochen/Monate, Auszeichnungen, Anmerkungen) | Höchstplatzierung, Gesamtwochen/‑monate, AuszeichnungChartplatzierungen (Jahr, Titel, Musiklabel Katalog-Nr., Platzierungen, Wochen/Monate, Auszeichnungen, Anmerkungen) | Höchstplatzierung, Gesamtwochen/‑monate, AuszeichnungChartplatzierungen (Jahr, Titel, Musiklabel Katalog-Nr., Platzierungen, Wochen/Monate, Auszeichnungen, Anmerkungen) | Anmerkungen                                                                              |
| Jahr | Titel Musiklabel Katalog-Nr.                                                            | DE | AT | CH | UK | US | Country | Anmerkungen                                                                              |
| ---- | --------------------------------------------------------------------------------------- | --- | --- | --- | --- | --- | --- | ---------------------------------------------------------------------------------------- |
| 1976 | The Bellamy Brothers Featuring „Let Your Love Flow“ (And Others) Warner 56242/Curb 2941 | DE30 (4 Mt.)DE | — | — | UK21 Silber · (6 Wo.)UK | US69 (12 Wo.)US | — | Erstveröffentlichung: Mai 1976 Produzenten: Phil Gernhard, Tony Scotti                   |
| 1979 | The Two and Only Warner/Curb 3347                                                       | — | — | — | — | — | Country9 (25 Wo.)Country | Erstveröffentlichung: Juli 1979 Produzent: Michael Lloyd                                 |
| 1980 | You Can Get Crazy Warner/Curb 3408                                                      | — | — | — | — | — | Country9 (31 Wo.)Country | Erstveröffentlichung: Februar 1980 Produzent: Michael Lloyd                              |
| 1980 | Sons of the Sun Warner/Curb 3491                                                        | — | — | — | — | — | Country18 (31 Wo.)Country | Erstveröffentlichung: 3. November 1980 Produzent: Michael Lloyd                          |
| 1982 | When We Were Boys Elektra/Curb 60099                                                    | — | — | — | — | — | Country15 (24 Wo.)Country | Erstveröffentlichung: April 1982 Produzenten: David Bellamy, Howard Bellamy, Jimmy Bowen |
| 1982 | Strong Weakness Elektra/Curb 60210                                                      | — | — | — | — | — | Country17 (52 Wo.)Country | Erstveröffentlichung: Dezember 1982 Produzenten: David Bellamy, Howard Bellamy           |
| 1984 | Restless MCA/Curb 5489                                                                  | — | — | — | — | — | Country22 (48 Wo.)Country | Erstveröffentlichung: Juni 1984 Produzenten: David Bellamy, Howard Bellamy, Steve Klein  |
| 1985 | Howard & David MCA/Curb 5586                                                            | — | — | — | — | — | Country10 (52 Wo.)Country | Erstveröffentlichung: Juli 1985 Produzenten: Emory Gordy, Jr., Jimmy Bowen               |
| 1987 | Country Rap MCA/Curb 5721                                                               | — | — | — | — | — | Country21 (23 Wo.)Country | Erstveröffentlichung: Februar 1987 Produzent: Emory Gordy, Jr.                           |
| 1987 | Crazy from the Heart MCA/Curb 42039                                                     | — | — | — | — | — | Country50 (22 Wo.)Country | Erstveröffentlichung: November 1987 Produzent: Emory Gordy, Jr.                          |
| 1988 | Rebels Without a Clue MCA/Curb 42224                                                    | — | — | — | — | — | Country45 (21 Wo.)Country | Erstveröffentlichung: Oktober 1988 Produzenten: Jimmy Bowen, James Stroud                |
| 1990 | Reality Check MCA/Curb 42340                                                            | — | — | — | — | — | Country71 (1 Wo.)Country | Erstveröffentlichung: September 1990 Produzent: Emory Gordy, Jr.                         |
| 2010 | The Greatest Hits Sessions 274 514                                                      | — | — | CH1 ×2Doppelplatin · (29 Wo.)CH | — | — | — | Erstveröffentlichung: 27. August 2010 mit Gölä                                           |
| 2012 | Simply the Best Polydor 279 746                                                         | DE38 (4 Wo.)DE | AT3 (16 Wo.)AT | CH31 (7 Wo.)CH | — | — | — | Erstveröffentlichung: 23. März 2012 mit DJ Ötzi                                          |
| 2013 | Bellamy Brothers & Friends Sabam 373 208                                                | — | — | CH5 (14 Wo.)CH | — | — | — | Erstveröffentlichung: 24. Mai 2013                                                       |
| 2014 | Mermaid Cowgirl Universal 379 976                                                       | — | — | CH6 (15 Wo.)CH | — | — | — | Erstveröffentlichung: 26. September 2014 mit Gölä                                        |

grau schraffiert: keine Chartdaten aus diesem Jahr verfügbar
Weitere Studioalben
- 1977: Plain & Fancy (Warner/Curb 3034)
- 1978: Beautiful Friends (Warner/Curb 3176)
- 1991: Rollin’ Thunder (Atlantic 82232)
- 1993: Take Me Home / Beggars and Heroes (Branson Entertainment 9311 / Jupiter)
- 1993: Rip off the Knob / Heartbreak Overload (Intersound)
- 1994: Nobody’s Perfect (Jupiter)
- 1995: Sons of Beaches (Intersound 9150)
- 1995: Native American (Jupiter 30276)
- 1996: One Way Love (Jupiter)
- 1996: Tropical Christmas (US) / Merry Christmas and a Happy New Year (DE) / Christmas Album (EU) (Intersound 9184 / Jupiter)
- 1997: Over the Line (Intersound)
- 1998: The Reggae Cowboys (Intersound)
- 1999: Lonely Planet (Blue Hat/Bellamy Brothers 9708)
- 2002: The Reason for the Season (Curb)
- 2003: By Request (Bellamy Brothers 37)
- 2007: Jesus Is Coming (Curb)
- 2012: Pray for Me (Bellamy Brothers 7010)

### Livealben
- 1999: Live at Gilley’s (Q Records/Atlantic 92832)
- 2008: Chris Bellamy Blues on the Carolina Coast Live (Chris Bellamy)

### Kompilationen
| Jahr | Titel Musiklabel Katalog-Nr.                                        | Höchstplatzierung, Gesamtwochen, AuszeichnungChartplatzierungen (Jahr, Titel, Musiklabel Katalog-Nr., Platzierungen, Wochen, Auszeichnungen, Anmerkungen) | Höchstplatzierung, Gesamtwochen, AuszeichnungChartplatzierungen (Jahr, Titel, Musiklabel Katalog-Nr., Platzierungen, Wochen, Auszeichnungen, Anmerkungen) | Höchstplatzierung, Gesamtwochen, AuszeichnungChartplatzierungen (Jahr, Titel, Musiklabel Katalog-Nr., Platzierungen, Wochen, Auszeichnungen, Anmerkungen) | Höchstplatzierung, Gesamtwochen, AuszeichnungChartplatzierungen (Jahr, Titel, Musiklabel Katalog-Nr., Platzierungen, Wochen, Auszeichnungen, Anmerkungen) | Höchstplatzierung, Gesamtwochen, AuszeichnungChartplatzierungen (Jahr, Titel, Musiklabel Katalog-Nr., Platzierungen, Wochen, Auszeichnungen, Anmerkungen) | Höchstplatzierung, Gesamtwochen, AuszeichnungChartplatzierungen (Jahr, Titel, Musiklabel Katalog-Nr., Platzierungen, Wochen, Auszeichnungen, Anmerkungen) | Anmerkungen                                                                                             |
| Jahr | Titel Musiklabel Katalog-Nr.                                        | DE | AT | CH | UK | US | Country | Anmerkungen                                                                                             |
| ---- | ------------------------------------------------------------------- | --- | --- | --- | --- | --- | --- | --- |
| 1982 | Greatest Hits Warner/Curb 23697                                     | — | — | — | — | US— GoldUS | Country9 (78 Wo.)Country | Erstveröffentlichung: 28. Juli 1982                                                                     |
| 1984 | Greatest Hits (Reissue) MCA/Curb 1462                               | — | — | — | — | US— PlatinUS | Country33 (30 Wo.)Country | Wiederveröffentlichung des Albums von 1982                                                              |
| 1984 | Best MCA/Curb 19132                                                 | — | AT2 (10 Wo.)AT | — | — | — | — | Erstveröffentlichung: Dezember 1984                                                                     |
| 1986 | Greatest Hits Volume Two MCA/Curb 5812                              | — | — | — | — | — | Country27 (28 Wo.)Country | Erstveröffentlichung: Oktober 1986                                                                      |
| 1989 | Greatest Hits Volume III MCA/Curb 42298                             | — | — | — | — | — | Country50 (16 Wo.)Country | Erstveröffentlichung: Juli 1989                                                                         |
| 1991 | Neon Cowboy: The Very Best of the Bellamy Brothers Jupiter/BMG 1463 | DE48 (8 Wo.)DE | — | — | — | — | — | Erstveröffentlichung: 21. Mai 1991                                                                      |
| 1992 | The Latest and the Greatest Bellamy Brothers 9108                   | — | — | — | — | — | Country68 (3 Wo.)Country | Erstveröffentlichung: August 1992                                                                       |
| 2010 | The Anthology Volume 1 Universal 272 845                            | — | — | CH6 (19 Wo.)CH | — | — | — | Erstveröffentlichung: 29. September 2009 CD + DVD                                                       |
| 2011 | The Anthology Volume 2 Universal 276 383                            | — | — | CH75 (4 Wo.)CH | — | — | — | Erstveröffentlichung: 5. Oktober 2010                                                                   |
| 2011 | BB&G Platinum Universal 278 008                                     | — | — | CH29 (8 Wo.)CH | — | — | — | Erstveröffentlichung: 9. September 2011 mit Gölä                                                        |
| 2015 | 40 Years: The Album Hypertension 15309                              | — | — | CH47 (1 Wo.)CH | — | — | — | Erstveröffentlichung: 29. Mai 2015 Doppelalbum mit 20 neuen Liedern und 20 Neuaufnahmen bekannter Songs |

grau schraffiert: keine Chartdaten aus diesem Jahr verfügbar
Weitere Kompilationen
- 1992: Best of the Bellamy Brothers (Curb 77554)
- 1994: Let Your Love Flow: 20 Years of Hits (2 CDs; Intersound 1105)
- 1996: Dancin’ (Intersound 9186)
- 2001: The 25 Year Collection, Vol. 1 (Delta Disc)
- 2001: The 25 Year Collection, Vol. 2 (Delta Disc)
- 2002: Redneck Girls Forever (Curb)
- 2004: The 25 Year Collection: Around the World (Curb)
- 2005: Angels & Outlaws Volume 1 (Bellamy Brothers/Curb)
- 2006: The Lost Tracks (Bellamy Brothers/Curb 7005)
- 2006: Let Your Love Flow: The Best of the Bellamy Brothers (Digimode Entertainment)
- 2008: Number One Hits (Curb 79040)
- 2008: Let Your Love Flow & Other Number One Hits (WEA International)
- 2016: The Sound of the Bellamy Brothers (Not Now Music)

## Singles
| Jahr | Titel Album                                                                                 | Höchstplatzierung, Gesamtwochen, AuszeichnungChartplatzierungen (Jahr, Titel, Album, Platzierungen, Wochen, Auszeichnungen, Anmerkungen) | Höchstplatzierung, Gesamtwochen, AuszeichnungChartplatzierungen (Jahr, Titel, Album, Platzierungen, Wochen, Auszeichnungen, Anmerkungen) | Höchstplatzierung, Gesamtwochen, AuszeichnungChartplatzierungen (Jahr, Titel, Album, Platzierungen, Wochen, Auszeichnungen, Anmerkungen) | Höchstplatzierung, Gesamtwochen, AuszeichnungChartplatzierungen (Jahr, Titel, Album, Platzierungen, Wochen, Auszeichnungen, Anmerkungen) | Höchstplatzierung, Gesamtwochen, AuszeichnungChartplatzierungen (Jahr, Titel, Album, Platzierungen, Wochen, Auszeichnungen, Anmerkungen) | Höchstplatzierung, Gesamtwochen, AuszeichnungChartplatzierungen (Jahr, Titel, Album, Platzierungen, Wochen, Auszeichnungen, Anmerkungen) | Anmerkungen |
| Jahr | Titel Album                                                                                 | DE | AT | CH | UK | US | Country | Anmerkungen |
| ---- | ------------------------------------------------------------------------------------------- | --- | --- | --- | --- | --- | --- | --- |
| 1975 | Nothin’ Heavy Let Your Love Flow                                                            | — | — | — | — | US77 (6 Wo.)US | — | Erstveröffentlichung: September 1975 Autor: David Bellamy                                                      |
| 1976 | Let Your Love Flow                                                                          | DE1 (25 Wo.)DE | AT1 (20 Wo.)AT | CH1 (18 Wo.)CH | UK7 Gold · (26 Wo.)UK | US1 Gold · (19 Wo.)US | Country21 (12 Wo.)Country | Erstveröffentlichung: Januar 1976 Platz 68 der Songs of the Century (BMI, Liste 1999) Autor: Larry E. Williams |
| 1976 | Hell Cat Let Your Love Flow                                                                 | — | — | — | — | US70 (3 Wo.)US | — | Erstveröffentlichung: Mai 1976 Autor: David Bellamy                                                            |
| 1976 | Satin Sheets Let Your Love Flow                                                             | DE12 (18 Wo.)DE | AT11 (8 Wo.)AT | — | UK43 (3 Wo.)UK | US73 (3 Wo.)US | — | Erstveröffentlichung: August 1976 Autor: Willis Allan Ramsey Original: Bill Anderson & Jan Howard, 1972        |
| 1977 | Highway 2-18 (Hang On to Your Dreams) Let Your Love Flow                                    | DE44 (4 Wo.)DE | — | — | — | — | — | Erstveröffentlichung: November 1976 Autoren: Howard Bellamy, David Bellamy                                     |
| 1977 | Crossfire Plain & Fancy                                                                     | DE17 (26 Wo.)DE | — | — | — | — | — | Erstveröffentlichung: März 1977 Autoren: Jerry Careaga, Dick Holler                                            |
| 1978 | Bird Dog Beautiful Friends                                                                  | — | — | — | — | — | Country86 (4 Wo.)Country | Erstveröffentlichung: Januar 1978 Autor: Boudleaux Bryant Original: The Everly Brothers, 1958                  |
| 1978 | Slippin’ Away Beautiful Friends                                                             | — | — | — | — | — | Country19 (12 Wo.)Country | Erstveröffentlichung: April 1978 Autoren: Frank Saulino, Jim Valentini                                         |
| 1978 | Wild Honey Beautiful Friends                                                                | — | — | — | — | — | Country99 (2 Wo.)Country | Erstveröffentlichung: September 1978 Autor: Howard Bellamy                                                     |
| 1978 | Lovin’ On The Two and Only                                                                  | — | — | — | — | — | Country16 (14 Wo.)Country | Erstveröffentlichung: Oktober 1978 Autor: Ben Peters                                                           |
| 1979 | If I Said You Had a Beautiful Body, Would You Hold It Against Me The Two and Only           | DE34 (10 Wo.)DE | AT19 (8 Wo.)AT | CH2 (10 Wo.)CH | UK3 Silber · (14 Wo.)UK | US39 (11 Wo.)US | Country1 (15 Wo.)Country | Erstveröffentlichung: März 1979 Autor: David Bellamy                                                           |
| 1979 | You Ain’t Just Whistlin’ Dixie The Two and Only                                             | — | — | — | — | — | Country5 (13 Wo.)Country | Erstveröffentlichung: August 1979 Autor: David Bellamy                                                         |
| 1980 | Sugar Daddy You Can Get Crazy                                                               | — | — | — | — | — | Country1 (14 Wo.)Country | Erstveröffentlichung: Januar 1980 Autor: David Bellamy                                                         |
| 1980 | Dancin’ Cowboys You Can Get Crazy                                                           | DE62 (5 Wo.)DE | — | — | — | — | Country1 (17 Wo.)Country | Erstveröffentlichung: April 1980 Autor: David Bellamy                                                          |
| 1980 | Lovers Live Longer Sons of the Sun                                                          | — | — | — | — | — | Country3 (15 Wo.)Country | Erstveröffentlichung: Oktober 1980 Autor: David Bellamy                                                        |
| 1981 | Do You Love as Good as You Look Sons of the Sun                                             | — | — | — | — | — | Country1 (13 Wo.)Country | Erstveröffentlichung: Januar 1981 Autoren: Rory Bourke, Jerry Gillespie, Charlie Black                         |
| 1981 | They Could Put Me in Jail –                                                                 | — | — | — | — | — | Country12 (13 Wo.)Country | Erstveröffentlichung: April 1981 Autor: Bob McDill                                                             |
| 1981 | You’re My Favorite Star –                                                                   | — | — | — | — | — | Country7 (17 Wo.)Country | Erstveröffentlichung: September 1981 Autor: David Bellamy                                                      |
| 1981 | It’s So Close to Christmas (And I’m So Far from Home) –                                     | — | — | — | — | — | Country62 (7 Wo.)Country | Erstveröffentlichung: Dezember 1981 Autor: David Bellamy                                                       |
| 1982 | For All the Wrong Reasons When We Were Boys                                                 | — | — | — | — | — | Country1 (18 Wo.)Country | Erstveröffentlichung: Februar 1982 Autor: David Bellamy                                                        |
| 1982 | Get into Reggae Cowboy When We Were Boys                                                    | — | — | — | — | — | Country21 (13 Wo.)Country | Erstveröffentlichung: Juli 1982 Autor: David Bellamy                                                           |
| 1982 | Redneck Girl Strong Weakness                                                                | — | — | — | — | — | Country1 (18 Wo.)Country | Erstveröffentlichung: September 1982 Autor: David Bellamy                                                      |
| 1982 | When I’m Away from You Strong Weakness                                                      | — | — | — | — | — | Country1 (18 Wo.)Country | Erstveröffentlichung: Dezember 1982 Autor und Original: Frankie Miller, 1979                                   |
| 1983 | I Love Her Mind Strong Weakness                                                             | — | — | — | — | — | Country4 (17 Wo.)Country | Erstveröffentlichung: Mai 1983 Autor: David Bellamy                                                            |
| 1983 | Strong Weakness                                                                             | — | — | — | — | — | Country15 (15 Wo.)Country | Erstveröffentlichung: August 1983 Autor: David Bellamy                                                         |
| 1984 | Forget About Me Restless                                                                    | — | — | — | — | — | Country5 (18 Wo.)Country | Erstveröffentlichung: April 1984 Autoren: Troy Seals, Eddie Setser, Frankie Miller                             |
| 1984 | World’s Greatest Lover Restless                                                             | — | — | — | — | — | Country6 (21 Wo.)Country | Erstveröffentlichung: September 1984 Autor: David Bellamy                                                      |
| 1984 | I Need More of You Restless                                                                 | — | AT8 (16 Wo.)AT | — | — | — | Country1 (20 Wo.)Country | Erstveröffentlichung: September 1984 Autor: David Bellamy                                                      |
| 1985 | Old Hippie Howard & David                                                                   | — | — | — | — | — | Country2 (20 Wo.)Country | Erstveröffentlichung: April 1985 Autor: David Bellamy                                                          |
| 1985 | Lie to You for Your Love Howard & David                                                     | — | — | — | — | — | Country2 (22 Wo.)Country | Erstveröffentlichung: August 1985 Autoren: David Bellamy, Howard Bellamy, Jeff Barry, Frankie Miller           |
| 1986 | Feelin’ the Feelin’ Howard & David                                                          | — | — | — | — | — | Country2 (20 Wo.)Country | Erstveröffentlichung: Januar 1986 Autor: David Bellamy                                                         |
| 1986 | Too Much Is Not Enough Country Rap                                                          | — | — | — | — | — | Country1 (20 Wo.)Country | Erstveröffentlichung: September 1986 mit The Forester Sisters Autoren: David Bellamy, Ron Taylor               |
| 1987 | Kids of the Baby Boom Country Rap                                                           | — | — | — | — | — | Country1 (22 Wo.)Country | Erstveröffentlichung: Januar 1987 Autor: David Bellamy                                                         |
| 1987 | Country Rap                                                                                 | — | — | — | — | — | Country31 (10 Wo.)Country | Erstveröffentlichung: Mai 1986 Autor: David Bellamy                                                            |
| 1987 | Crazy from the Heart                                                                        | — | — | — | — | — | Country3 (24 Wo.)Country | Erstveröffentlichung: Juli 1987 Autoren: David Bellamy, Don Schlitz                                            |
| 1987 | Santa Fe Crazy from the Heart                                                               | — | — | — | — | — | Country5 (21 Wo.)Country | Erstveröffentlichung: Dezember 1987 Autoren: David Bellamy, Ron Taylor                                         |
| 1988 | I’ll Give You All My Love Tonight Crazy from the Heart                                      | — | — | — | — | — | Country6 (21 Wo.)Country | Erstveröffentlichung: April 1988 Autoren: David Bellamy, Wally Dentz, Billy Crain                              |
| 1988 | Rebels Without a Clue                                                                       | — | — | — | — | — | Country9 (19 Wo.)Country | Erstveröffentlichung: August 1988 Autor: David Bellamy                                                         |
| 1989 | Big Love Rebels Without a Clue                                                              | — | — | — | — | — | Country5 (20 Wo.)Country | Erstveröffentlichung: Dezember 1988 Autor: David Bellamy                                                       |
| 1989 | Hillbilly Hell Greatest Hits Volume III                                                     | — | — | — | — | — | Country51 (7 Wo.)Country | Erstveröffentlichung: April 1989 Autoren: David Bellamy, Bobby Braddock                                        |
| 1989 | You’ll Never Be Sorry Greatest Hits Volume III                                              | — | — | — | — | — | Country10 (27 Wo.)Country | Erstveröffentlichung: Juli 1989 Autoren: David Bellamy, Howard Bellamy, Don Schlitz                            |
| 1989 | The Center of My Universe Greatest Hits Volume III                                          | — | — | — | — | — | Country37 (12 Wo.)Country | Erstveröffentlichung: Oktober 1989 Autoren: David Bellamy, Howard Bellamy, Don Schlitz                         |
| 1990 | Drive South (Fade) Come Hold Me                                                             | — | — | — | — | — | Country63 (7 Wo.)Country | Erstveröffentlichung: April 1990 Forester Sisters mit Bellamy Brothers Autor und Original: John Hiatt, 1988    |
| 1990 | I Could Be Persuaded Reality Check                                                          | — | — | — | — | — | Country7 (21 Wo.)Country | Erstveröffentlichung: Mai 1990 Autoren: David Bellamy, Howard Bellamy, Don Schlitz                             |
| 1991 | She Don’t Know That She’s Perfect Rollin’ Thunder                                           | — | — | — | — | — | Country46 (18 Wo.)Country | Erstveröffentlichung: Februar 1991 Autoren: David Bellamy, Howard Bellamy, Jerry Lynn Williams                 |
| 1991 | Neon Cowboy Neon Cowboy: The Very Best …                                                    | DE65 (9 Wo.)DE | — | — | — | — | — | Erstveröffentlichung: Juni 1991 nur in DE erschienen Autoren: David Bellamy, Ralph Siegel, T. T. Kermit        |
| 1991 | All in the Name of Love Rollin’ Thunder                                                     | — | — | — | — | — | Country74 (2 Wo.)Country | Erstveröffentlichung: August 1991 Autor: Jerry Lynn Williams                                                   |
| 1992 | Cowboy Beat The Latest and the Greatest                                                     | — | — | — | — | — | Country23 (20 Wo.)Country | Erstveröffentlichung: Mai 1992 Autoren: David Bellamy, John Beland                                             |
| 1992 | Can I Come on Home to You The Latest and the Greatest                                       | — | — | — | — | — | Country64 (6 Wo.)Country | Erstveröffentlichung: Oktober 1992 Autor: David Bellamy                                                        |
| 1993 | A Hard Way to Make an Easy Living The Latest and the Greatest                               | — | — | — | — | — | Country62 (7 Wo.)Country | Erstveröffentlichung: März 1993 Autor: David Bellamy                                                           |
| 1993 | Rip Off the Knob                                                                            | — | — | — | — | — | Country66 (6 Wo.)Country | Erstveröffentlichung: Juli 1993 Autor: David Bellamy                                                           |
| 1994 | Not Rip Off the Knob                                                                        | — | — | — | — | — | Country71 (3 Wo.)Country | Erstveröffentlichung: Januar 1994 Autor: David Bellamy                                                         |
| 2005 | If I Said You Had a Beautiful Body (Would You Hold It Against Me) Angels & Outlaws Volume 1 | — | — | — | — | — | Country60 (1 Wo.)Country | Erstveröffentlichung: August 2005 mit Dolly Parton; Neuaufnahme                                                |
| 2010 | I Need More of You The Greatest Hits Sessions                                               | — | — | CH57 (1 Wo.)CH | — | — | — | Erstveröffentlichung: August 2010 Neuaufnahme                                                                  |
| 2010 | Swan The Greatest Hits Sessions                                                             | — | — | CH26 (5 Wo.)CH | — | — | — | Erstveröffentlichung: August 2010 Autor: Gölä                                                                  |
| 2010 | Let Your Love Flow The Greatest Hits Sessions                                               | — | — | CH45 (1 Wo.)CH | — | — | — | Erstveröffentlichung: August 2010 mit Gölä; Neuaufnahme                                                        |

Weitere Singles
- 1977: You Made Me
- 1977: Memorabilia
- 1991: Fly Me to Eden
- 1992: Suzanne Suzanne
- 1992: Take Me Home
- 1992: My Indiana Lady
- 1992: Beggars & Heroes
- 1993: Let Your Love Flow ’93
- 1993: Blame It … On the Fire in My Heart
- 1994: On a Summernight
- 1994: Blue Water Bay
- 1994: Hemingway Hideaway
- 1994: I Hit the Jackpot
- 1995: Old Hippie – The Sequel
- 1995: We Dared the Lightning
- 1995: Native American
- 1996: Forever Is a Long Long Way
- 1996: Do You Wanna Dance with Me
- 1996: Merry Christmas and a Happy New Year
- 2000: Blue California
- 2000: Life Goes By
- 2001: I Would Always Love You
- 2001: Almost Jamaica

## Statistik

### Chartauswertung
|                     | DE    | AT    | CH    | UK    | US    | Country          |
| ------------------- | ----- | ----- | ----- | ----- | ----- | ---------------- |
| Nummer-eins-Alben   | DE—DE | AT—AT | CH1CH | UK—UK | US—US | Country—Country  |
| Top-10-Alben        | DE—DE | AT2AT | CH4CH | UK—UK | US—US | Country4Country  |
| Alben in den Charts | DE3DE | AT2AT | CH8CH | UK1UK | US1US | Country16Country |

|                       | DE    | AT    | CH    | UK    | US    | Country          |
| --------------------- | ----- | ----- | ----- | ----- | ----- | ---------------- |
| Nummer-eins-Singles   | DE1DE | AT1AT | CH1CH | UK—UK | US1US | Country10Country |
| Top-10-Singles        | DE1DE | AT2AT | CH3CH | UK2UK | US1US | Country26Country |
| Singles in den Charts | DE7DE | AT4AT | CH5CH | UK3UK | US5US | Country47Country |

### Auszeichnungen für Musikverkäufe
| 2× Platin-Schallplatte - Neuseeland - 2024: für die Single Let Your Love Flow |

Anmerkung: Auszeichnungen in Ländern aus den Charttabellen bzw. Chartboxen sind in ebendiesen zu finden.
| Land/RegionAuszeichnungen für Musikverkäufe (Land/Region, Auszeichnungen, Verkäufe, Quellen) | Silber     | Gold     | Platin     | Verkäufe  | Quellen          |
| -------------------------------------------------------------------------------------------- | ---------- | -------- | ---------- | --------- | ---------------- |
| Neuseeland (RMNZ)                                                                            | —          | —        | 2× Platin2 | 60.000    | radioscope.co.nz |
| Schweiz (IFPI)                                                                               | —          | —        | 2× Platin2 | 60.000    | hitparade.ch     |
| Vereinigte Staaten (RIAA)                                                                    | —          | 2× Gold2 | Platin1    | 2.000.000 | riaa.com         |
| Vereinigtes Königreich (BPI)                                                                 | 2× Silber2 | Gold1    | —          | 710.000   | bpi.co.uk        |
| Insgesamt                                                                                    | 2× Silber2 | 3× Gold3 | 5× Platin5 |           |                  |